# 水泉子漢簡
水泉子漢簡（すいせんしかんかん）は、中国の甘粛省金昌市永昌県紅山窯鎮水泉子村で出土した漢代の簡牘である。

## 概要
2008年、水泉子漢墓で15基の墓が発掘され、そのうちの5号墓から木簡が出土した。内容は「蒼頡篇」「日書」などから成る。とくに「蒼頡篇」は字数が多く、既出のものと比べて異同がみられ、極めて価値が高い。